# つるっぴー
つるっぴーは、STARDUSTpress webのキャラクター。2010年に誕生した、編集部社員をモデルにしたと思われる鶴のかぶりものを着た年齢不詳のキャラクター。
ライバルはかめ太。イケメンが好きで、今までにリョウやしんぺーといったイケメンキャラクターが登場した。

## 概要
STARDUSTpress webの編集部ブログ公式マスコットとして発表されたキャラクター「つるっぴー」。
作画はトクタケキョウコが担当する。
鶴のかぶりものをつけた女性のキャラクター。